# 梅尔文·斯图尔特
梅尔文·斯图尔特（英語：Melvin Stewart，1968年11月18日—），美国男子游泳运动员。他曾代表美国参加1988年和1992年夏季奥林匹克运动会游泳比赛，获得二枚金牌和一枚铜牌。